# 2008年8月體育
| 2008年體育： | ← \| 1月 \| 2月 \| 3月 \| 4月 \| 5月 \| 6月 \| 7月 \| 8月 \| 9月 \| 10月 \| 11月 \| 12月 \| → |
|              |                                                                                               |

## 8月28日
- 網球
  - 2008年美國網球公開賽
    - 安娜·伊萬諾維奇 ，成為首位在開放時代在中於美網第二輪就落敗的女子單打世界第一球員：以6–3、4–6、6–3輸給世界排名第188名的Julie Coin。

## 8月25日
- 網球
  - 2008年美國網球公開賽正式開幕，此屆也是第127屆的美國網球公開賽。（官方網站（页面存档备份，存于））

## 8月24日
- 2008年夏季奥林匹克运动会
  - 於北京国家体育场闭幕，中国代表团以51枚金牌数登上金牌榜首位，美国代表团以110枚奖牌数获奖牌榜首位。此次奥运会共打破38项世界纪录。（新华网（页面存档备份，存于）、新华网（页面存档备份，存于）、新华网（页面存档备份，存于））
- 2008年夏季奧林匹克運動會－籃球：
  - 男子組決賽
    - 銅牌戰：
      -  阿根廷 87–75  立陶宛

    - 金牌戰：
      -  美国 118–107  西班牙

## 8月23日
- 2008年夏季奧林匹克運動會－棒球：
  - 銅牌戰：
    -  日本  4：8   美国

  - 金牌戰：
    -  韩国  3：2   古巴
- 2008年夏季奧林匹克運動會－籃球：
  - 女子組決賽
    - 銅牌戰：
      -  俄罗斯 94–81  中国

    - 金牌戰：
      -  美国 92–65

## 8月22日
- 2008年夏季奧林匹克運動會－棒球：
  - 準決賽：
    -  韩国  6：2   日本
    -  古巴  10：2   美国
- 2008年夏季奧林匹克運動會－籃球：
  - 男子組準決賽
    -  西班牙 91–86  立陶宛
    -  美国 101–81  阿根廷

## 8月21日
- 2008年夏季奧林匹克運動會－籃球：
  - 女子組準決賽
    -  美国 67–52  俄罗斯
    -   90–56  中国

## 8月20日
- 2008年夏季奧林匹克運動會－棒球：
  -  古巴  17：1   中国
  -  荷兰  0：10   韩国
  -  加拿大  5：6   中华台北
  -  日本  2：4   美国
- 2008年夏季奧林匹克運動會－籃球：
  - 男子組半準決賽
    -  西班牙 72–59  克罗地亚
    -  立陶宛 94–68  中国
    -  美国 116–85  
    -  阿根廷 80–78  希腊
- 2008年夏季奧林匹克運動會－田徑：
  - 牙买加运动员博尔特在北京奥运会男子200米决赛中以19秒30的成绩获得冠军并打破世界纪录。新华网（页面存档备份，存于）

## 8月19日
- 2008年夏季奧林匹克運動會－棒球：
  -  荷兰  0：4   加拿大
  -  韩国  7：4   古巴
  -  日本  10：0   中国
  -  美国  4：2   中华台北
- 2008年夏季奧林匹克運動會－籃球：
  - 女子組半準決賽
    -  中国 77–62  白俄罗斯
    -   79–46  捷克
    -  美国 104–60  韩国
    -   65–84  西班牙

## 8月18日
- 2008年夏季奧林匹克運動會－田徑：
  - 中國運動員劉翔因腳傷舊患復發，在110米栏预赛第一轮中退出北京奥運會。明報→ 維基新聞
- 2008年夏季奧林匹克運動會－棒球：
  -  加拿大  0：1   日本
  -  中华台北  8：9   韩国
  -  荷兰  3：14  古巴
  -  美国  9：1   中国

## 8月17日
- 2008年夏季奧林匹克運動會－游泳：
  - 美国运动员菲尔普斯在北京奥运会上获得第八块金牌，打破了施皮茨在1972年慕尼黑奥运会上创造的一届奥运会获七块金牌的纪录。新华网（页面存档备份，存于）
- 2008年夏季奧林匹克運動會－棒球：
  -  韩国  1：0   中国

## 8月16日
- 2008年夏季奧林匹克運動會－田徑：
  - 牙买加运动员博尔特在北京奥运会男子100米决赛中以9.69秒的成绩获得冠军，并打破该项目由他自己保持的世界纪录。新华网（页面存档备份，存于）
- 2008年夏季奧林匹克運動會－棒球：
  -  美国  5：4   加拿大
  -  古巴  1：0   中华台北
  -  中国  4：6   荷兰
  -  日本  3：5   韩国

## 8月15日
- 2008年夏季奧林匹克運動會－棒球：
  -  中国  8：7   中华台北
  -  美国  4：5   古巴
  -  加拿大  0：1   韩国
  -  日本  6：0   荷兰

## 8月14日
- 2008年夏季奧林匹克運動會－棒球：
  -  荷兰  0：7   美国
  -  古巴  7：6   加拿大
  -  中华台北  1：6   日本

## 8月13日
- 2008年夏季奧林匹克運動會－棒球：
  -  中华台北  5：0   荷兰
  -  中国  0：10  加拿大
  -  韩国  8：7   美国
  -  古巴  4：2   日本

## 8月11日
- 2008年夏季奧林匹克運動會－籃球：
  - 女子組：
    - A組：  新西兰 62–85  西班牙
    - A組：  捷克 81–47  
    - B組：  韩国 72–77  俄罗斯
    - B組：  拉脱维亚 57–79  白俄罗斯
    - B組：  中国 63–108  美国
    - A組：   80–65  巴西

## 8月10日
- 2008年夏季奧林匹克運動會－籃球：
  - 男子組：
    - A組：  俄罗斯 71–49  伊朗
    - B組：  德国 95–66  安哥拉
    - B組：  西班牙 81–66  希腊
    - A組：  立陶宛 79–75  阿根廷
      - 利納斯·克雷薩在最後2.1秒投進的三分球讓立陶宛贏得勝利。

    - A組：   82–97  克罗地亚
    - B組：  美国 101–70  中国

## 8月8日
- 2008年夏季奧林匹克運動會：
  - 2008年北京奧林匹克運動會在烏巢開幕，本屆奧運會有來自204個國家和地區的運動員參加。

## 8月7日
- 2008年夏季奧林匹克運動會：賽程結果
  - 足球：
    - 男子組：
      - A組：   1–1  塞尔维亚
      - A組：  科特迪瓦 1–2  阿根廷
      - B組：  日本 0–1  美国
      - B組：  荷兰 0–0  尼日利亚
      - C組：  巴西 1–0  比利时
      - C組：  中国 1–1  新西兰
      - D組：  洪都拉斯 0–3  意大利
      - D組：  韩国 1–1  喀麦隆

## 8月6日
- 2008年夏季奧林匹克運動會：賽程結果
  - 足球：
    - 女子組：
      - E組：  阿根廷 1–2  加拿大
      - E組：  中国 2–1  瑞典
      - F組：  德国 0–0  巴西
      - F組：  朝鲜 1–0  尼日利亚
      - G組：  日本 2–2  新西兰
      - G組：  挪威 2–0  美国

## 8月1日
- 棒球：
  - 美國職棒交易截止日：
    - 波士頓紅襪、洛杉磯道奇、匹茲堡海盜的三方交易，曼尼·拉米瑞茲離開他原先的隊伍紅襪隊到達道奇隊，而紅襪隊則得來了海盜隊的傑森·貝，海盜隊則得到了四名小聯盟的球員（兩名來自紅襪、兩名來自道奇）。
    - 辛辛那提紅人用肯·小葛瑞菲換取芝加哥白襪的兩名球員。
    - 紐約洋基用他們的後援投手凱爾·方斯渥斯來換取底特律老虎的捕手伊凡·羅德里奎茲。（The Windsor Star）